# ブカ・キュレゲン
ブカ・キュレゲン（モンゴル語: Buqa Küregen、中国語: 不合古咧堅、生没年不詳）は、13世紀初頭にチンギス・カンに仕えたバヤウト部出身の千人隊長の一人。
漢文史料では『元朝秘史』が不合古咧堅(bùhé gŭliējiān)、『元史』が普化(pŭhuà)と記し、『集史』などのペルシア語史料ではبوقا گورکان(Būqā gūrkān)と記される。

## 概要
『集史』「バヤウト部族志」にはバヤウト部は大きく分けて2系統あり、ジダ川流域に住まうジェデイ・バヤウトと、草原に住まうケヘリン・バヤウトが存在すると記される。ブカ・キュレゲンはこの内、ジェデイ・バヤウトの出身であった。
『集史』「バヤウト部族志」によると、チンギス・カンが若い頃ジャムカと戦った時（十三翼の戦い）、バヤウト部はチンギス側の一翼を担い奮戦した。後に、チンギス・カンは「譜代家人」の称号をバヤウト部に与え、「[チンギス・カン]一門が娘を彼等（バヤウト部）に与え、[バヤウト部から]娘を娶る」という習慣を確立するに至ったという。
「キュレゲン」は「婿」を意味する単語であり、詳細は不明であるがブカ・キュレゲンもチンギス・カン家の女性を娶った人物であると見られる。『集史』「バヤウト部族志」の記述を裏付けるようにモンゴル帝国ー大元ウルスにおいてバヤウト部は代々后妃を輩出するようになり、モンケとクビライの側室となったバヤウジン、テムルの皇后となったブルガン、トゴン・テムルの皇后となったダナシリらは皆バヤウト部の出身であった。
特にテムルの皇后ブルガンはブカ・キュレゲンの子のトルクスの娘であり、病弱な夫に代わって実質的に朝政を取り仕切ったことで知られる。

## バヤウト部ブカ・キュレゲン家
- ブカ・キュレゲン（Buqa Küregen ＞不合古咧堅/bùhé gŭliējiān,بوقا گورکان/Būqā gūrkān）
  - トルクス・キュレゲン（Torqus Küregen ＞脱里忽思/tuōlǐhūsī）
    - ブルガン・カトン（Bulγan qatun ＞卜魯罕/bŭlŭhǎn,بولوغان خاتون/Būlūghān khātūn）